# Bou de Barcelona
El Bou de Barcelona o Bou de Sant Just és un element del bestiari popular català de la ciutat de Barcelona, al Barcelonès, on forma part del Seguici Popular de la Ciutat de Barcelona junt a altres elements com l'Àliga, el Lleó, el Drac o la Víbria. És una figura que representa un personatge dòcil i tranquil, a diferència del paper que fa en algunes altres poblacions catalanes. Té dos vessants coneguts i diferenciats. Per un banda, el podem trobar en actes protocol·laris amb el Seguici barceloní, on passeja ornat amb una corona de flors boscanes, i per l'altre, en correfocs, traient foc per les banyes.
La figura es pot visitar durant tot l'any –sempre que no surti– a la Casa dels Entremesos, amb gran part de les figures de la imatgeria festiva de la Barcelona vella. La figura és carregada interiorment per una persona.

## Història
Probablement l'origen del Bou de Barcelona està en el bestiari que representava els quatre evangelistes en la processó de Corpus —amb el Lleó i l'Àliga— i feia referència a sant Lluc. Algunes altres fonts apunten que l'origen del bou podria ser un entremès que representava la nativitat. Amb tot, les figures tenen l'origen a l'edat mitjana, quan sobretot participaven en la processó de Corpus per explicar les Sagrades Escriptures a la gent del carrer, generalment analfabeta.
La figura és a bastament documentada als segles xv, xvi i xvii, portada pel gremi de carnissers, que la feia participar en cerimònies, actes o festes diverses en representació de la ciutat. Al segle xvii els carnissers se'n van desvincular i el Bou va quedar en mans de la parròquia del Pi, a la qual pertanyia el gremi.
El Bou va gaudir d'una gran popularitat durant els primers segles d'activitat, però va entrar en decadència durant el segle xviii, a causa de les restriccions que en limitaren els privilegis i els àmbits d'actuació. La Santa Maria del Pi de Carles III del 1780 va afectar també la participació dels entremesos festius en les processons. Amb el pas del temps, la figura va perdre simbolisme i anomenada i l'última referència que se'n té és del 1839, per les festes de celebració de la fi de la guerra dels Set Anys.
El Bou de Barcelona que tenim avui és del 1993 i fou construït en el procés de recuperació de la imatgeria festiva de la ciutat. Els Amics dels Gegants Ramon i Lola del Raval se'n responsabilitzaren i l'encarregaren al mestre imatger Manel Casserras i Boix. El 1993 mateix s'estrenà i de seguida s'incorporà al Seguici Popular de Barcelona.
El Bou té dansa pròpia, el «Ball del Bou», una peça d'Isidre Peláez i Dulcet que s'estrenà al Toc d'Inici de les festes de la Mercè el 1994.